# جاي روذرفورد
جاي روذرفورد هو مصمم جرافيك كندي، ولد في 1 سبتمبر 1950.